# (8704) Sadakane
(8704) Sadakane (1993 YJ) – planetoida z pasa głównego asteroid okrążająca Słońce w ciągu 3,22 lat w średniej odległości 2,18 au. Odkryta 17 grudnia 1993 roku.